# Robert Chase
Robert Chase – fikcyjna postać, bohater dramatu medycznego stacji FOX Dr House, grany przez Jessego Spencera.

## Historia
Chase urodził się około 1975 roku w Australii. Jego ojciec – Rowan Chase, sławny i bogaty reumatolog wyemigrował z Czechosłowacji do Australii na krótko przed narodzinami syna. Potem zostawił rodzinę i wyjechał. Matka Chase'a wpadła w alkoholizm i, kiedy Robert miał 15 lat, umarła. Chase ma siostrę, z którą rozmawia w jednym z odcinków 8 serii.
Robert został wychowany jako katolik i nawet wstąpił do seminarium duchownego, lecz wkrótce zrezygnował. Pozostawał osobą religijną (widać to było np., gdy modlił się za duszę zmarłego dziecka), jednak później porzucił wiarę bądź stał się bezwyznaniowcem.
Ukończył szkołę medyczną na Uniwersytecie w Sydney. Był przeciętnym studentem, lecz potem ukończył specjalizacje z intensywnej terapii i kardiologii. Odbywał również staż z neurochirurgii w Melbourne Hospital, lecz nie uzyskał z niej certyfikatu.

## Charakterystyka
Chase jest jednym z asystentów House’a w szpitalu Princeton-Plainsboro w New Jersey, zatrudniony na długo przed Cameron i Foremanem. W odcinku 13. sezonu pierwszego, House twierdzi, że zatrudnił go po telefonie, który otrzymał od ojca Chase'a, ale w odcinku 23. sezonu trzeciego sugeruje, że powód był inny (umiejętności Chase'a jako lekarza). Pracuje dla House'a aż do końca trzeciego sezonu, kiedy to House go zwalnia (był jego podwładnym najdłużej – około 2 lat). Od sezonu czwartego pracuje jako chirurg. Chase’a od początku serialu łączą bliższe stosunki z Allison Cameron. Często bierze udział w dyskusjach na tematy etyczne, co prowadzi do napięć z Foremanem. Kiedy Vogler zaczyna wywierać naciski na House’a, Chase przekazuje informacje na temat House’a, aby ocalić posadę. Jednak kiedy Michael Tritter poszukuje informacji na temat House’a, Chase nie współpracuje z nim. Pod koniec trzeciego sezonu zaczyna być bardziej asertywny, sprzeciwia się przełożonemu, co doprowadza go do zwolnienia. Posiada również bardzo dużą wiedzę medyczną, która w jednym z odcinków pomaga mu poprawnie zdiagnozować u pacjenta zespół von Hippla-Lindaua.
W sezonie 5. bierze ślub z Cameron. W kolejnym Cameron odchodzi od Chase’a po tym, jak zabija on dyktatora Dibalę dążącego do eksterminacji cywilów. Po tym zdarzeniu, Robert powrócił na stałe do zespołu House’a.
W siódmym sezonie, Chase cieszy się, że jest w zespole House’a. Kiedy dowiaduje się o odejściu Trzynastki, daje jej do zrozumienia, że jest nią zainteresowany. Później umawia się na randki z kilkoma kobietami naraz. Sytuacja ta prowadzi do tego, iż jedna z kobiet włamuje się na konto dr Chase’a na jednym z portali społecznościowych, wstawiając upokarzające zdjęcia. Kiedy do zespołu zostaje przyjęta Martha Masters, Chase nadzoruje jej pracę.
W ósmym sezonie House coraz częściej daje do zrozumienia Chase’owi, że pokłada w nim największe nadzieje ze wszystkich w zespole. Wreszcie w ostatnim odcinku serialu, po rzekomej śmierci Gregory’ego Chase przejmuje jego stanowisko w szpitalu.